# Milly Alcock
Amelia May Alcock  (Sídney, 11 de abril de 2000), más conocida como Milly Alcock, es una actriz australiana. Recibió una nominación al premio AACTA por su actuación en la comedia dramática Upright (2019-2022). Obtuvo un mayor reconocimiento por interpretar a la joven Rhaenyra Targaryen en la serie de fantasía de HBO House of the Dragon (2022-2024), papel por el que fue nominada a los Premios de la Crítica Televisiva a la mejor actriz de reparto en una serie dramática.

## Biografía
Milly Alcock nació y se crio en Sídney (Nueva Gales del Sur, Australia). Tiene dos hermanos menores. Alcock conoció la actuación interpretando a Caperucita Roja en una versión de Caperucita Roja para la Taverners Hill Infants School. Asistió a la escuela pública local de Stanmore y luego a la escuela secundaria de artes escénicas de Newtown. Abandonó sus estudios en 2018 cuando obtuvo un papel en la serie Upright.
Más tarde se mudó a Londres; primero vivió en Primrose Hill y luego se trasladó a un piso en el East London.

## Trayectoria
Su primera aparición en televisión fue en 2014, cuando era adolescente, en la serie australiana Wonderland, donde interpretó un pequeño papel. Otros de sus primeros trabajos incluyen interpretar a Isabella Barrett en la miniserie High Life, así como a Cindi Jackson en la serie de la cadena ABC1 Janet King, ambas de 2017, y además de aparecer en anuncios de televisión para marcas como NBN, Cadbury, KFC y Woolworths.
Interpretó a Meg, una adolescente fugitiva que hace autostop a lo largo de 2000 millas del desértico interior de Australia en el drama del canal de televisión australiano Foxtel Upright (2019-2022), por el que ganó el premio Casting Guild of Australia en la categoría de Estrellas en ascenso de 2018. También fue nominada a Mejor intérprete de comedia, pero perdió ante su coprotagonista de Upright Tim Minchin. En una entrevista de 2018 declaró al Gold Coast Bulletin que abandonó sus estudios en la Newtown High School of the Performing Arts' de Sídney, un instituto donde se apoya la vertiente artística de sus alumnos, para interpretar a Meg en Upright. Dado que la serie debía filmarse durante casi tres meses entre comunidades aisladas de la Australia rural, no pudo presentarse a los exámenes finales, una decisión de la que no se arrepiente, asegurando: «La escuela simplemente no era para mí. No tuve grandes maestros que me vieran hasta que descubrí que actuando era donde me sentía segura. Así que sí, fue la decisión correcta».
Ha tenido papeles secundarios como Jenny McGinty y Sam Serrato en las series The Gloaming (2020) y Reckoning (2019-2020), respectivamente.

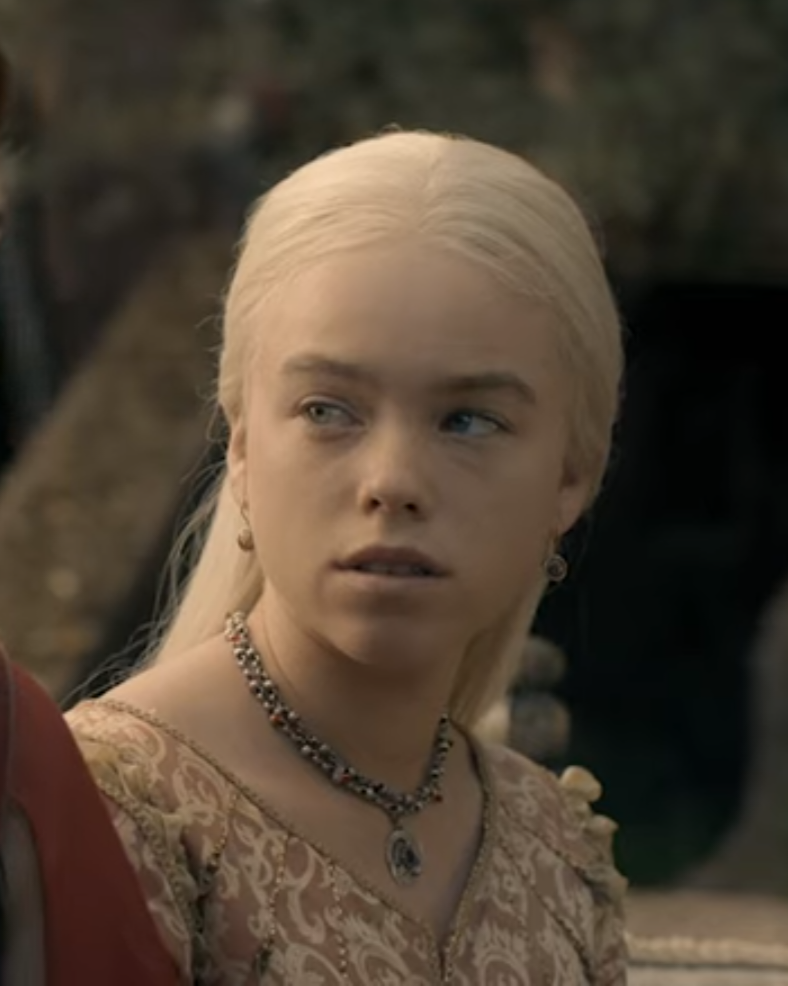
Alcock ganó elogios por su papel de la princesa Rhaenyra Targaryen en la serie de HBO House of the Dragon

En 2021 fue seleccionada para un papel recurrente como la joven princesa Rhaenyra Targaryen, una jinete de dragón de pura sangre valyria, en la serie de HBO La casa del dragón, precuela de Juego de Tronos estrenada el 21 de agosto de 2022. Al día siguiente la serie se estrenó en España. La acción tiene lugar unos 200 años antes de los eventos relatados en Juego de Tronos, concretamente 172 años antes del nacimiento de Daenerys Targaryen, y trata específicamente sobre las consecuencias de la guerra conocida como la Danza de los Dragones. Alcock obtuvo elogios de la crítica y su actuación se consideró un punto culminante en su carrera en la interpretación; Daniel van Bloom escribió para CNET: «La estrella brillante de los primeros episodios de La casa del dragón es seguramente Milly Alcock como Rhaenyra. Tiene un rostro encantadoramente expresivo: un simple entrecerrar de ojos o fruncir los labios puede revelar la variedad de emociones que acompañan a la política de la corte del rey». Por su interpretación, recibió una nominación a los Premios de la Crítica Cinematográfica en la categoría de Mejor actriz de reparto en una serie dramática.
En marzo de 2022 estuvo en Queensland, Australia, para el rodaje de la segunda temporada de la serie Upright. En enero de 2023, interpretó al personaje principal que aparece en el vídeo musical de la canción «Easy Now», de la banda británica Noel Gallagher's High Flying Birds, incluida en el cuarto álbum de la banda, Council Skies. El mismo año, en junio, debutó en el West End londinense en la obra de teatro Las brujas de Salem en el Teatro Gielgud.
En enero de 2024, se anunció que Alcock había sido elegida para interpretar a Kara Zor-El / Supergirl en la película del Universo DC, Supergirl (2026), primero hizo un pequeño cameo como dicho personaje en Superman (2025).  Además está previsto que protagonice, junto a Julianne Moore y Meghann Fahy, la serie limitada de comedia oscura de Netflix Sirens, y en la adaptación de la obra de teatro de Molly Smith Metzler Elemeno Pea.

## Filmografía

### Cine
| Año  | Título          | Título                                              | Papel                   | Director(a)     | Notas               | Ref.          |
| Año  | Título original | Título en español                                   | Papel                   | Director(a)     | Notas               | Ref.          |
| ---- | --------------- | --------------------------------------------------- | ----------------------- | --------------- | ------------------- | ------------- |
| 2018 | The School      | en España: La Escuela en Hispanoamérica: The School | Jien                    | Storm Ashwood   |                     | [ 35 ]        |
| 2025 | Superman        | en España: Superman en Hispanoamérica: Superman     | Kara Zor-El / Supergirl | James Gunn      | Cameo sin acreditar | [ 32 ]        |
| 2026 | Supergirl       | en España: Supergirl en Hispanoamérica: Supergirl   | Kara Zor-El / Supergirl | Craig Gillespie | Posproducción       | [ 36 ] [ 30 ] |

### Cortometrajes
| Año  | Título original | Papel  | Director(a)       | Ref.   |
| ---- | --------------- | ------ | ----------------- | ------ |
| 2020 | The Familiars   | Alison | Millicent Malcolm | [ 37 ] |
| 2020 | Furlough        | Ella   | Phoebe Tonkin     | [ 38 ] |

### Televisión
| Año       | Título original      | Papel              | Notas                  | Ref.          |
| --------- | -------------------- | ------------------ | ---------------------- | ------------- |
| 2014      | Wonderland           | Chica adolescente  | Episodio: «Narcissism» | [ 39 ]        |
| 2017      | Janet King           | Cindi Jackson      | 3 episodios            | [ 40 ]        |
| 2018      | A Place to Call Home | Emma Carvolth      | 4 episodios            | [ 41 ]        |
| 2018      | Fighting Season      | Maya Nordenfelt    | 6 episodios            | [ 42 ]        |
| 2018      | Pine Gap             | Marissa Campbell   | 5 episodios            | [ 43 ]        |
| 2019      | Les Norton           | Sian Galese        | 4 episodios            | [ 44 ]        |
| 2020      | The Gloaming         | Jenny McGinty      | 7 episodios            | [ 16 ]        |
| 2019-2020 | Reckoning            | Sam Serrato        | 10 episodios           | [ 45 ]        |
| 2019-2022 | Upright              | Meg Adams          | 16 episodios           | [ 15 ]        |
| 2022-2024 | La casa del dragón   | Rhaenyra Targaryen | 7 episodios            | [ 20 ] [ 46 ] |
| 2025      | Sirens               | Simone DeWitt      | Miniserie; 8 episodios | [ 33 ]        |

### Vídeos musicales
| Año  | Canción    | Álbum         | Artista                            | Papel | Ref.          |
| ---- | ---------- | ------------- | ---------------------------------- | ----- | ------------- |
| 2023 | «Easy Now» | Council Skies | Noel Gallagher's High Flying Birds | Chica | [ 28 ] [ 47 ] |

### Web
| Año  | Título original | Papel            | Notas       | Ref.   |
| ---- | --------------- | ---------------- | ----------- | ------ |
| 2017 | High Life       | Isabella Barrett | 6 episodios | [ 48 ] |

### Teatro
| Año  | Título original | Papel            | Teatro                                       | Ref.   |
| ---- | --------------- | ---------------- | -------------------------------------------- | ------ |
| 2023 | The Crucible    | Abigail Williams | Teatro Gielgud, West End Londres, Inglaterra | [ 30 ] |

## Premios
| Año  | Premio                                | Categoría                                                      | Trabajo nominado   | Resultado | Ref.          |
| ---- | ------------------------------------- | -------------------------------------------------------------- | ------------------ | --------- | ------------- |
| 2018 | Casting Guild of Australia            | Estrella en ascenso de 2018                                    | Carrera televisiva | Ganadora  | [ 49 ] [ 50 ] |
| 2020 | Premios AACTA                         | Mejor actuación en una comedia televisiva                      | Upright            | Nominada  | [ 49 ] [ 14 ] |
| 2022 | IGN Summer Movie Awards               | Mejor actuación en una serie de televisión                     | La casa del dragón | Nominada  | [ 51 ]        |
| 2023 | Premios de la Crítica Cinematográfica | Mejor actriz de reparto en serie de drama                      | La casa del dragón | Nominada  | [ 26 ]        |
| 2023 | Critics' Choice Super Awards          | Mejor actriz en una serie de ciencia ficción/fantasía          | La casa del dragón | Nominada  | [ 52 ]        |
| 2023 | Logie Awards                          | Actriz más destacada                                           | Upright            | Nominada  | [ 53 ]        |
| 2024 | Premios Saturn                        | Mejor actuación de una actriz joven en una serie de televisión | La casa del dragón | Nominada  | [ 54 ]        |